# Ulrich Schlie

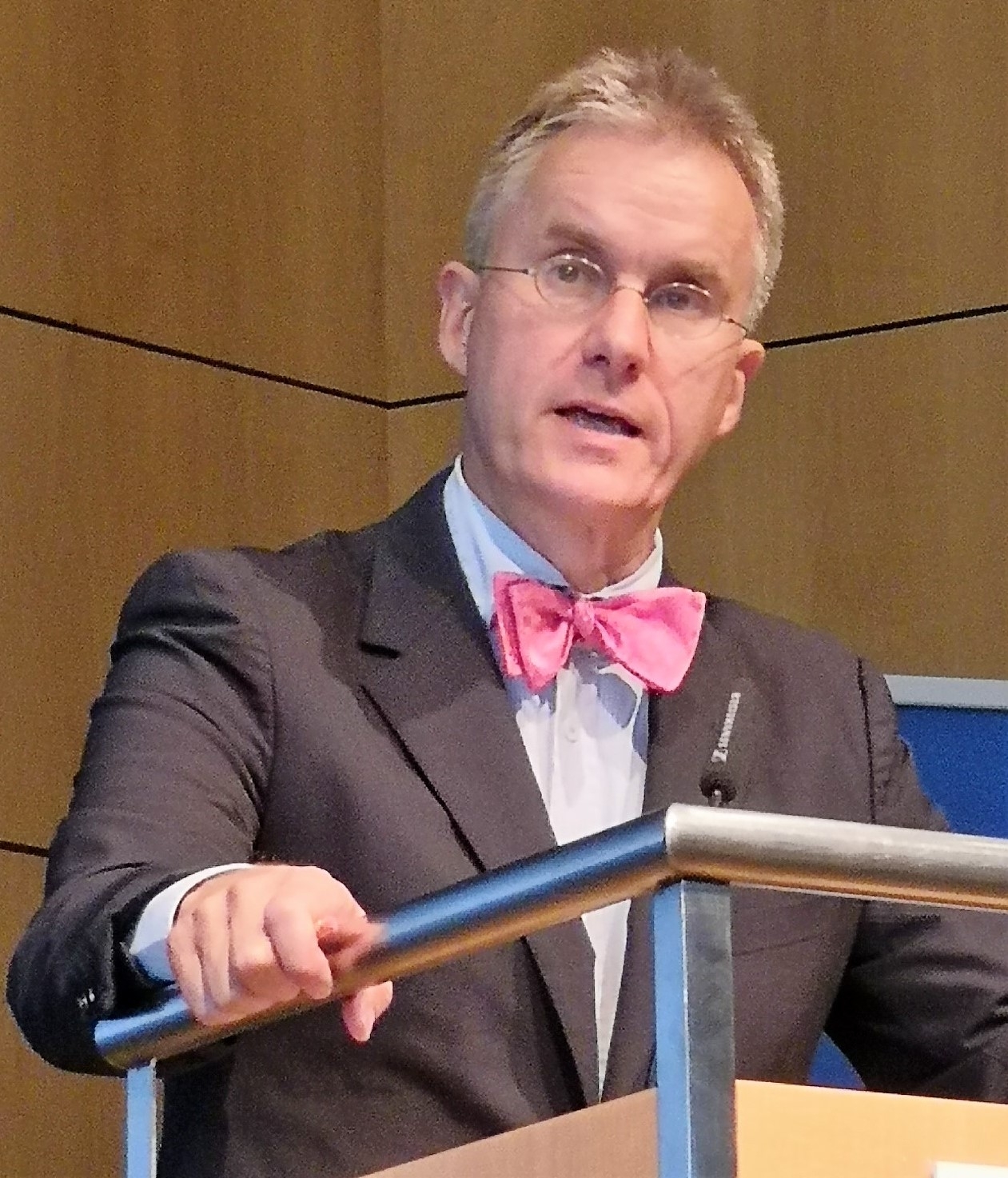
Ulrich Schlie (2019)

Ulrich Stefan Schlie (* 27. Mai 1965 in Nürnberg) ist ein deutscher Historiker und ehemaliger politischer Beamter. Von November 2005 bis März 2012 war er Leiter des Planungsstabs und von April 2012 bis Februar 2014 als Ministerialdirektor der Leiter der Abteilung Politik im Bundesministerium der Verteidigung. Er besetzt derzeit die Henry-Kissinger-Professur für Sicherheits- und Strategieforschung am Institut für Politische Wissenschaft und Soziologie der Rheinischen Friedrich-Wilhelms-Universität Bonn.

## Leben
Ulrich Schlie legte 1984 das Abitur in Röthenbach an der Pegnitz ab und absolvierte im Anschluss seinen Grundwehrdienst in Amberg und Regensburg.

### Wissenschaft
Nach Beendigung des Grundwehrdienstes nahm er das Studium der Geschichte, Politikwissenschaften, Romanistik und Volkswirtschaftslehre an den Universitäten Erlangen und Bonn sowie der London School of Economics and Political Science auf. Er schloss sein Studium mit dem akademischen Grad Magister Artium (M. A.) ab und wurde 1992 mit einer durch Klaus Hildebrand betreuten Arbeit zum Dr. phil. promoviert. 2013 erschien seine umfangreiche Geschichte zum Kampf zwischen Habsburg und Preußen. Er habilitierte sich im Februar 2020 an der Andrássy Universität Budapest und hielt seinen Habilitationsvortrag über den deutschen Diplomaten Ulrich von Hassell. Seit April 2020 ist Schlie Inhaber der Henry-Kissinger-Professur für Sicherheits- und Strategieforschung an der Universität Bonn.
Er verfasste Bücher und Artikel über die europäische Geschichte seit dem 18. Jahrhundert sowie zur deutschen Geschichte des 19. und 20. Jahrhunderts sowie zur Außen- und Sicherheitspolitik.
Er ist u. a. Mitglied des International Institute for Strategic Studies (IISS), der Atlantik-Brücke sowie der Politisch-Militärischen Gesellschaft (PMG) und Präsident des Vorstands der Carl Jacob Burckhardt-Stiftung im Schweizerischen Vinzel.
Nach seinem Ausscheiden aus dem BMVg im Juli 2014 ging er zurück in die Wissenschaft, zunächst als Fellow am Weatherhead Center for International Affairs der Harvard University und seit August 2015 als Inhaber des Lehrstuhls Diplomatie II an der Andrássy Universität Budapest. Im Jahr 2018 veröffentlichte er eine Biografie des Hitler-Attentäters Claus Schenk Graf von Stauffenberg, dessen christliche Motivation er unterstreicht. Er wendet sich gegen die in der jüngsten Forschungsdiskussion um die Stauffenberg-Biografie von Thomas Karlauf (2019) vertretene Deutung, die das Handeln Stauffenbergs auf den Einfluss Stefan Georges und dessen Weltsicht zu reduzieren versuche und den Einfluss des Katholizismus auf seine Motivation zu weit zurücktreten lasse.

### Politik
Schlie war u. a. für das Auswärtige Amt und den Vorsitzenden der CDU/CSU-Bundestagsfraktion, Wolfgang Schäuble (CDU), tätig. Er hatte einen Lehrauftrag am Institut d’études politiques de Paris und war von 2003 bis 2005 Berater des hessischen Ministerpräsidenten Roland Koch (CDU), zuständig für Außenpolitik und Europaangelegenheiten.
Franz Josef Jung (CDU), der bis 2000 die hessische Staatskanzlei unter Roland Koch leitete und von 2003 bis 2005 der hessischen CDU-Landtagsfraktion vorsaß, nahm Schlie mit nach Berlin. Hier wurde Jung 2005 nach der Wahl Angela Merkels zur Bundeskanzlerin in ihr Kabinett berufen und übernahm den Posten des Bundesministers der Verteidigung. In dieser Position besetzte Jung den Posten des Leiters des Planungsstabes, der oftmals mit einem Generalleutnant besetzt ist, mit Schlie. Schlie leitete diesen Stab von November 2005 bis März 2012 auch unter den Ministern Karl-Theodor zu Guttenberg (2009–2011) und Thomas de Maizière (2011–2013). Ab 1. April 2012 übernahm er die Abteilung Politik im BMVg, die er neben de Maizière kurzzeitig auch unter Ursula von der Leyen (ab 2013) leitete, so dass er in neun Jahren insgesamt vier Ministern diente.

## Privates
Schlie ist verheiratet und hat zwei Söhne und eine Tochter.

## Schriften (Auswahl)
- Kein Friede mit Deutschland. Die geheimen Gespräche im Zweiten Weltkrieg 1939–1941. Langen Müller, München 1994, ISBN 3-7844-2467-8.
- Die Nation erinnert sich. Die Denkmäler der Deutschen. Beck, München 2002, ISBN 3-406-47609-0.
- Das Duell. Der Kampf zwischen Habsburg und Preußen um Deutschland. Propyläen Verlag, Berlin 2013, ISBN 978-3-549-07401-5.
- Claus Schenk Graf von Stauffenberg. Biografie. Herder Spektrum, Freiburg im Breisgau/Basel/Wien 2018, ISBN 978-3-451-03147-2.